# جون أجار
جون أجار (بالإنجليزية: John Agar)‏ مواليد 31 يناير 1921 في شيكاغو - الوفاة 7 أبريل 2002 في كاليفورنيا، الولايات المتحدة، هو ممثل أمريكي بدأ مسيرته الفنية سنة 1948. امتدت مسيرته الفنية لأكثر من 53 عاما.

## الأعمال
- كانت تلبس الشريط الأصفر
- جيك الكبير

## روابط خارجية
- جون أجار على موقع IMDb (الإنجليزية)
- جون أجار على موقع روتن توميتوز (الإنجليزية)
- جون أجار على موقع ألو سيني (الفرنسية)
- جون أجار على موقع ميوزك برينز (الإنجليزية)
- جون أجار على موقع أول موفي (الإنجليزية)
- جون أجار على موقع قاعدة بيانات الأفلام السويدية (السويدية)
- جون أجار على موقع إن إن دي بي (الإنجليزية)
- جون أجار على موقع قاعدة بيانات الفيلم (الإنجليزية)
- جون أجار على موقع كينوبويسك (الروسية)